# ペスティレンス
ペスティレンス (Pestilence)は、オランダ・エンスヘデのデスメタルバンド。1986年に結成され1994年に解散。2008年に再結成され2014年に活動を休止した後、2016年に活動を再開している。
オランダのバンドではあるが、これまでオランダ国外の出身者が多く在籍していた。特に2016年の活動再開後から2017年11月迄の一時期は全メンバーの出身国が異なることもあるなど、多国籍バンドである。メンバー全員がオランダ出身者だったのは、2011年のメンバーチェンジから2012年のメンバーチェンジまでの約1年間が唯一の期間である。また、その後2018年のメンバーチェンジから2019年のメンバーチェンジまでは、中心人物のパトリック・マメリ以外のメンバーがルーマニア出身となっていたこともある。

## 略歴
1986年にオランダでパトリック・マメリ (G, Vo, B)と、ドイツ人ギタリストのランディ・マインハルト (G)の2名を中心に結成。当時は、アメリカ合衆国やドイツのスラッシュメタルから影響を受けていた。結成後、ドラマーにマルコ・フォディス (Ds)が加入。1987年に1stデモ『Dysentery』をリリース。1stデモリリース後、マルティン・ファン・ドルネン (Vo, B)が加入、パトリック・マメリがギター専任になる。1987年中に2ndデモ『The Penance』をリリース。同デモのベースパートは、パトリック・マメリが担当している。このデモがきっかけとなり、インディペンデントレーベルのロードランナー・レコードと契約。1988年に1stアルバム『Malleus Maleficarum』をリリースしデビューした。同アルバムは、スラッシュメタルを軸にデスメタルの要素を加えたもので、スラッシュメタル色が非常に強いものであった。同アルバムについて、中心人物のパトリック・マメリは、「デビューアルバムは実験だった。(中略)あれはそんなにいい出来じゃなかったと思う」とインタビューで答えている。
1stアルバムリリース後、バンド活動への熱意が無くなったとの理由で結成メンバーのランディ・マインハルトが解雇される。バンドは後任探しを始めるが、ランディと新たにサクロサンクト (Sacrosanct)というスラッシュメタルバンドを結成したマルコ・フォディスが続いて脱退。マルコは短期間でバンドに復帰したが、この前後にマルティン・ファン・ドルネンが脱退。これに対して、バス・ドーイイェス (B)がセッションで参加したが、マルティンが数か月で復帰したためバスは短期間でバンドを離れている。脱退と復帰が相次いだものの、最終的にバンドメンバーで入れ替わったのはギタリストのみで、ギタリストにはパトリック・ウターウィック (G)が新たに加入している。1989年に、2ndアルバム『Consuming Impulse』をリリース。同アルバムから、音楽性をデスメタルへと舵を切った。特に、一部バッキングにキーボードを用いるなど、当時としては新しい試みも行っている。2ndアルバムについて、パトリック・マメリは、デスやオビチュアリーに比肩するアルバムになったと思うと語っている。同アルバムリリース後、マルティン・ファン・ドルネンが正式に脱退。マルティンは、Asphyxというデスメタルバンドへ移籍した。マルティンの後任には、カナダ人ベーシストのニック・サジアス (B)が加入する。新体制で3rdアルバムの作成に取り掛かるも、ニックがバンドになじめなかったためレコーディング前に脱退。このため、当時シニックで活動していたトニー・チョイ (B)をヘルプを依頼し、3rdアルバムを録音した。ボーカルはパトリック・マメリが兼任することになった。1991年に3rdアルバム『Testimony of the Ancients』をリリース。同アルバムでは、前作の方向性をより押し進め、激しいデスメタルにキーボードを導入したドラマティックな楽曲が増えた。また3rdアルバムリリース後には、マルヴォレント・クリエイションらとのツアーも経験している。一時、ジャック・ドッド (B)というベーシストも在籍したが、結局短期間で脱退。1993年1月に、ベーシストにヨルン・パウル・テセリン (Fretless B)が加入しベーシストがようやく定まる。同年に4thアルバム『Spheres』をリリースした。4thアルバムでは、これまでのデスメタル路線を残しつつも音楽性を変化させ、プログレッシヴな音楽性となった。この音楽性の変化は、バンドリーダーのパトリック・マメリが当時ジャズ・フュージョンにかなり入れ込んでおり、アルバムにおいてはデスメタルとジャス・フュージョンとを組み合わせた音楽を目指したためであった。同アルバムのリリースに併せて、ファー・イースト・メタル・シンジケートから3rdアルバム『Testimony of the Ancients』と4thアルバム『Spheres』の日本盤がリリースされた。それぞれ『テスティモニー・オヴ・ジ・エインシェンツ～古人の証言～』、『スフィアーズ～存在の証明～』という邦題が付けられた。1994年にバンドは解散、パトリック・マメリも音楽業界から離れ、ミュージシャンからは引退した。
2006年にパトリック・マメリがC-187というグルーヴ・メタル・バンドに参加し、音楽シーンに復帰する。そして、解散から14年が経過した2008年にパトリック・マメリ (Vo, G)により再結成。再結成後、3rdアルバムに参加したトニー・チョイ (B)とダーケインなどで活動するピーター・ウィルドアー (Ds)が加入。マスコット・レコードと契約し、2009年に5thアルバム『Resurrection Macabre』を16年ぶりにリリースした。同アルバムレコーディング後に、解散時のメンバーのパトリック・ウターウィック (G)が復帰しており、同アルバムのメンバー写真に写っている。また、アメリカ合衆国やヨーロッパ、南アメリカへとツアーも敢行した。しかし、ピーター・ウィルドアーとトニー・チョイは短期間でバンドを離れている。ベーシストには、1994年解散時のベーシスト、ヨルン・パウル・テセリン (Fretless B)が復帰。また、ドラマーにはユマ・ファン・エーケレン (Ds)が加入し、2011年に6thアルバム『Doctrine』をリリース。2012年に入って、ヨルン・パウル・テセリンとユマ・ファン・エーケレンが脱退。ネクロファジストなどで活動するシュテファン・フィンマース (B)とヘイト・エターナルやディヴァイン・ヘレシーで活動し、モービッド・エンジェルにもセッション参加しているティム・イェング (Ds)が加入するが、両名とも短期間で脱退。2012年にデイヴィッド・ヘイリー (Ds)、2013年にゲオルク・マイヤー (B)が加入した。大手ヘヴィメタルレーベルのキャンドルライト・レコードに移籍し、同年に7thアルバム『Obsideo』をリリースした。
2014年7月、活動停止を発表。活動停止の理由は、中心人物のパトリック・マメリが、デス・ジャズ・フュージョンを標榜する新プロジェクト・Necromorphに注力するため。このプロジェクトでは、ジャズ・フュージョンとペスティレンスよりもよりブルータルなデスメタルとの融合を目指している。
2016年10月に活動再開を発表。中心人物のパトリック・マメリ以外のメンバーは総入れ替えとなっており、サンティアゴ・ドブレス (Lead G)、トニー・チョイ (B)、セプティミウ・ハルシャン (Ds)がメンバーである。2017年1月半ば、トニー・チョイの脱退とアラン・ゴールドスタイン (B)の加入が発表された。しかし、アランは加入から3か月もたたない4月に脱退が発表された。脱退の原因は、ビジネス面での相違があったため。アランの脱退から数日後、新ベーシストとしてパラドックスのベーシスト、ティレン・ハドラップ (B)の加入が発表された。また、同月中にはオランダのハンマーハート・レコードと契約を結んだことを発表した。更に同年11月には、サンティアゴ・ドブレスの脱退とカリン・パラスキヴ (Lead G)の加入が発表された。パラスキヴはセプティミウ・ハルシャンと別のプロジェクトで同僚であり、その縁で加入することになった。ちなみにサンティアゴ・ドブレスは、次回アルバムのギターソロの一部に参加しているとのことである。
2018年に復活作『Hadeon』をリリース。同年9月、多忙を理由にベーシストのティレン・ハドラップの脱退が発表された。後任については、公式Facebook上で募集が行われ、フィンガー・ピッキングのベーシストを募集していた。9月末、エドワル・ネグレア (B)の加入が発表された。なお、ティレン・ハドラップは2018年のライヴには参加し、年末をもって脱退、エドワル・ネグレアの加入は2019年からとなった。また、このエドワル・ネグレアの加入で、中心人物のパトリック・マメリ以外のメンバー全員がルーマニア出身となる。
2019年5月末、ギタリストのカリン・パラスキヴが脱退し、ルトガー・ファン・ノールデンブルク (G)が加入した。この脱退は、パラスキヴのギター講師としての仕事や別のバンドのスケジュールがペスティレンスの活動と衝突してしまう事が原因であった。8月、ポーランドのアゴニア・レコードと契約したことを発表した。12月には、ベーシストのエドワル・ネグレアが脱退し、新たに元デュー・センテッドのヨースト・ファン・デル・グラーフ (B)が加入した。2020年5月、ドラマーのハルシャンの脱退と、ゴッド・ディスローンドで活動するミヒール・ファン・デル・プリフト (Ds)の加入が発表された。ハルシャン脱退の理由は、前年から続く新型コロナウィルス感染症の流行が原因の経済不況、移動制限により、ハルシャンがプロミュージシャンとしての活動を停止するためとのことである。この発表に併せて、9thアルバム『Exitivm』の制作も公表され、2021年6月にリリースされた。
2023年6月、ベーシストのグラーフが家族との時間を大切にするために脱退。翌7月に、グラーフの後任にルー・ケラー (B)が加入した。2024年4月、10thアルバム『Levels of Perception』をリリースした。2025年2月、ギタリストのノールデンブルクが脱退し、アルカロイドなどでセッションギタリストを務めているマックス・ブロク (Lead G)が加入した。

## メンバー

### 現在のメンバー
- パトリック・マメリ (Patrick Mameli) - ボーカル、リードギター

バンドのリーダーで中心人物。ペスティレンスの楽曲の大半を作曲した。
C-187、Necromorphでも活動していた。
- マックス・ブロク (Max Blok) - リードギター

アルカロイド、ダーク・フォートレスなどのライヴセッションギタリストとしても活動。
- ルー・ケラー (Roel Käller) - ベース

マヤンなどでも活動。
- ミヒール・ファン・デル・プリフト (Michiel van der Plicht) - ドラムス

アメリカ合衆国出身。ゴッド・ディスローンド、アポフィス、ウィンター・オヴ・シン、デトネーション、プロスティテュート・ディスフィギュアメント、カタファーク、トキソカラ等のバンドでも活動。

### 旧メンバー
- マルティン・ファン・ドルネン (Martin van Drunen) - ボーカル、ベース

ヘイル・オブ・ブレッツ、Asphyx等でも活動。
- ランディ・マインハルト (Randy Meinhard) - ギター

ドイツ出身。サクロサンクト等でも活動。
- パトリック・ウターウィック (Patrick Uterwijk) - リードギター

一部楽曲で作曲を担当している。
- サンティアゴ・ドブレス (Santiago Dobles) - リードギター

ベネズエラ出身。Aghora等でも活動。
- カリン・パラスキヴ (Calin Paraschiv) - リードギター

ルーマニア出身。
- ルトガー・ファン・ノールデンブルク (Rutger van Noordenburg) - リードギター

ブリーディング・ゴッズ、ブラッドフェミーなどでも活動。
- ニック・サジアス (Nick Sagias) - ベース

カナダ出身。ソウルストーム等でも活動。
- ジャック・ドッド (Jack Dodd) - ベース
- ヨルン・パウル・テセリン (Jeroen Paul Thesseling) - フレットレスベース

オブスキュラ等でも活動。
- トニー・チョイ (Tony Choy) - ベース

キューバ出身。3rdアルバムにもセッション参加している。2016年の再結成に参加し、2017年に再脱退した。
シニック、エイシスト等でも活動。
- シュテファン・フィンマース (Stefan Fimmers) - ベース

ドイツ出身。ネクロファジスト、ヒューマン・ブラッドフィースト等でも活動。
- ゲオルク・マイヤー (Georg Maier) - ベース

ドイツ出身。コモン・グレイヴ等でも活動。
- アラン・ゴールドスタイン (Alan Goldstein) - ベース

アメリカ合衆国出身。
- ティレン・ハドラップ (Tilen Hudrap) - ベース

スロヴェニア出身。パラドックス等でも活動。
- エドワル・ネグレア (Edward Negrea) - ベース

ルーマニア出身。
- ヨースト・ファン・デル・グラーフ (Joost van der Graaf) - ベース

デュー・センテッド、アイ・ケイオス、クリープマイン、サイファーなどでも活動。
- マルコ・フォディス (Marco Foddis) - ドラムス

イタリア出身。在籍時は、作詞も担っていた。
1988年にランディ・マインハルトと共にサクロサンクトを結成し脱退するも、サクロサンクトを短期間で脱退し、ペスティレンスに復帰した。
- ピーター・ウィルドアー (Peter Wildoer) - ドラムス

スウェーデン出身。ダーケイン、ノン・ヒューマン・レヴェル、アルマゲドン、エレクトロキューション250、ジェイムズ・ラブリエ、アーチ・エネミー等でも活動。
- ユマ・ファン・エーケレン (Yuma van Eekelen) - ドラムス

ニュー・ドミネーション、エクシヴィオス等でも活動。
- ティム・イェング (Tim Yeung) - ドラムス

アメリカ合衆国出身。モービッド・エンジェル、ディヴァイン・ヘレシー、ヘイト・エターナル等でも活動。
- デイヴィッド・ヘイリー (David Haley) - ドラムス

オーストラリア出身。ブラッド・ダスター、コモン・グレイヴ、ルーインズ、アメンタ等で活動。
- セプティミウ・ハルシャン (Septimiu Hărşan) - ドラムス

ルーマニア出身。

### セッションメンバー
- バス・ドーイイェス (Bas Dooijes) - ベース

マルティン・ファン・ドルネンがバンドを離れた短期間在籍。マルティン復帰に伴い、バンドを離れた。
- トニー・チョイ (Tony Choy) - ベース

3rdアルバムに参加。再結成後に加入し、活動した。

## ディスコグラフィ

### スタジオ・アルバム
- Malleus Maleficarum (1988年)
- Consuming Impulse (1989年)
- 『テスティモニー・オブ・ジ・エインシェンツ』 - Testimony of the Ancients (1991年)
- 『スフィアーズ〜存在の証拠(あかし)』 - Spheres (1993年)
- Resurrection Macabre (2009年)
- Doctrine (2011年)
- Obsideo (2013年)
- Hadeon (2018年)
- Exitivm (2021年)

### その他のアルバム
- Dysentery (1987年) ※デモ
- The Penance (1987年) ※デモ
- The Breed Beyond (1993年)
シニック、フィア・ファクトリー、ビリーヴァーとの4-Wayスプリット・アルバム。
- Mind Reflections (Compilation, 1994年) 
コンピレーション・アルバム。このアルバムジャケットに使用された絵が、2006年にリリースされたアンムーアドのセカンド・アルバム『Kingdoms of Greed』のアルバム・ジャケットとして、左右反転した状態で何故か使用されてしまうという珍事件が起きている。後に、アンムーアドのアルバムは、ジャケットの絵が差し替えられて再発された。
- Chronicles of the Scovrge (2006年)
1988年と1989年のライブ・レコーディングと未発表曲1曲を収録したライブ・コンピレーション・アルバム。